# 1910 en sport automobile
Chronologie du Sport automobile
1909 en sport automobile - 1910 en sport automobile - 1911 en sport automobile
Les faits marquants de l'année 1910 en Sport automobile

## Naissances
- 25 janvier : Henri Louveau, pilote français de courses automobiles sur circuits. ( † 7 janvier 1991).
- 12 avril : Emil Vorster, entrepreneur et pilote automobile allemand. ( † 10 mai 1976).
- 28 mai : Guy Moll, pilote automobile français. († 15 août 1934).
- 10 août : Guy Mairesse, pilote automobile français. († 24 avril 1954).
- 12 septembre : Leslie Brooke, pilote automobile anglais. († 9 novembre 1967).
- 16 septembre : Karl Kling, pilote automobile allemand. († 19 mars 2003).
- 25 octobre : Johnny Mauro, pilote automobile américain. († 23 janvier 2003).
- 9 novembre : Georg Meier, Pilote automobile et moto allemand. ( † 19 février 1999).

## Décès
- 2 avril : Hubert Le Blon, pionnier français de l'automobile. (° 21 mars 1874).
- 16 septembre : Giosuè Giuppone, pilote italien de vitesse moto devenu pilote automobile, (° 29 septembre 1878).